# Nikolo-Berëzovka
Nikolo-Berëzovka (in russo Нико́ло-Берёзовка?; in baschiro Николо-Берёзовка) è un villaggio della Russia europea orientale, situato nella Repubblica autonoma della Baschiria; appartiene al rajon Krasnokamskij, del quale è il centro amministrativo.
Il villaggio si trova 8 km a nord-ovest di Neftekamsk sulla riva sinistra della Kama (alla foce dell'affluente Berëzovka) nel tratto in cui il fiume segna il confine tra Baschiria e Udmurtia.